# Stéphane Lemarchand
Pour les articles homonymes, voir Lemarchand.
Stéphane Lemarchand est un footballeur professionnel né le 6 août 1971 à Saint-Lô. 
Formé au club de Condé Sports, il évolue en tant qu'attaquant, notamment au Stade Malherbe Caen pendant trois saisons. Il termine sa carrière en juin 2006.

## Biographie
Une fois sa retraite sportive prise en 2006, Stéphane Lemarchand devient représentant de la marque Adidas. Il travaille notamment avec l’Olympique Lyonnais.

## Carrière

### Joueur
- Condé sports
- 1994-1995 :  SM Caen (Division 1, 12 matchs, 4 buts)
- 1995-1996 :  SM Caen (Division 2, 16 matchs, 2 buts)
- 1996-1998 :  FC Mulhouse (Division 2, 49 matchs, 7 buts)
- 1998-1999 :  SM Caen (Division 2, 35 matchs, 5 buts)
- 1999-2000 :  CS Louhans-Cuiseaux (Division 2, 27 matchs, 2 buts)[2]
- 2000-nov. 2000 :  Carlisle United (5 matchs, 1 but)
- nov. 2000-déc. 2000 :  Rotherham United (1 match) [3]
- 2001-2006 :  SC Schiltigheim

### Palmarès
- Champion de Division 2 en 1996